# 丽纹甲虫螺
丽纹甲虫螺（学名：Cantharidus giliberti）是钟螺科甲虫螺亚科的甲虫螺属一种。甲虫螺属舊屬原始腹足目，今屬古腹足總目鐘螺目。

## 分佈
本物種見於中国大陆西沙群岛、印度尼西亚苏禄群岛，班达海，新喀里多尼亚岛海域。
常栖息在浅海。